# Elon Ganor
Elon A. Ganor (hebreiska: אילון גנור), född 1950, är en israelisk entreprenör och konstnär känd främst för sin roll som en av världens första VoIP-pionjärer. Han var ordförande och VD för VocalTec Ltd (Nasdaq CALL), företaget bakom skapandet av "Internettelefonen"; världens första kommersiella mjukvaruprodukt som möjliggjorde röstkommunikation via internet, initialt känd som "Internet Telephony" och senare som VoIP.